# Ricinocarpos brevis
Ricinocarpos brevis är en törelväxtart som beskrevs av Rodney John Francis Henderson och Mollemans. Ricinocarpos brevis ingår i släktet Ricinocarpos och familjen törelväxter. Inga underarter finns listade i Catalogue of Life.